# Ben-Cijjon Dinur
Ben-Cijjon Dinur (hebr. בן-ציון דינור, ang. Ben-Zion Dinur, ur. 1884 w Chorolu, zm. 8 lipca 1973) – izraelski historyk, rabin i polityk, w latach 1951–1955 minister edukacji, od 1949 do 1951 poseł do Knesetu. Pomysłodawca stworzenia Nagrody Izraela, której sam został dwukrotnym laureatem.

## Życiorys
Urodził się pod nazwiskiem Dinaburg w małym mieście Chrorol na Ukrainie. Pochodził z rodziny rabinów. Uzyskał wykształcenie w litewskiej jesziwie. Uczył się pod kierunkiem Szymona Szokpa w Telz. Zainteresował się Haskalą pod wpływem polemiki z rosz jesziwą Eliezerem Gordonem. Pozostawał w tym okresie również pod silnym wpływem historyka Ze’ewa Jawetza. W latach 1902–1911 Dinur zaangażował się w działalność syjonistyczną i nauczanie. W roku 1911 rozpoczął studia na Uniwersytecie w Berlinie, gdzie studiował pod kierunkiem Michaela Rostovtzeffa i Eugena Täublera. Następnie kontynuował swoje badania na studiach w Bernie w Szwajcarii. W roku 1916 przeniósł się do Piotrogrodu, jednak nie udało mu się ukończyć studiów doktoranckich w wyniku rewolucji październikowej. W roku 1918 w Kijowie opublikował swoje pierwsze dzieło Historię Izraela.
W roku 1921 wyemigrował do Palestyny i osiedlił się w kibucu Erez. W latach 1923–1948 pracował jako nauczyciel, a następnie sprawował funkcję przewodniczącego Żydowskiego Nauczycielskiego Kolegium Języków Obcych. W roku 1936 Dinur został wykładowcą na Uniwersytecie Hebrajskim w Jerozolimie. Tytuł naukowy profesora uzyskał w roku 1948. W roku 1952 przeszedł na emeryturę.
W wyborach parlamentarnych w 1949 po raz pierwszy i jedyny dostał się do izraelskiego parlamentu. W wyborach parlamentarnych w lipcu 1951 nie obronił mandatu, jednak 8 października 1951 został powołany na stanowisko ministra edukacji i kultury w trzecim rządzie Dawida Ben Guriona. Stanowisko piastował także w czwartym rządzie Ben Guriona oraz w pierwszym i drugim rządzie Moszego Szareta, aż do 3 listopada 1955, kiedy jego następcą został Zalman Aran. W latach 1953–1959 był prezesem Jad Waszem – Instytutu Pamięci Męczenników i Bohaterów Holocaustu.
Zmarł 8 lipca 1973.

## Zainteresowania naukowe
Ben-Cijjon Dinur w swoich badaniach zaproponował syjonistyczne podejście do zrozumienia historii Żydów. Syjonistyczna ideologia oznaczała dla niego zbiorową świadomość podyktowaną zmieniająca się rzeczywistością historyczną. Wartości ukształtowane w wyniku zmieniającej się rzeczywistości historycznej zdaniem Dinura właściwe były nie dla danej grupy lub warstwy, ale wszystkich Żydów. Zadaniem historiografii było wierne oddanie zmian zachodzących w rzeczywistości historycznej oraz świadomości poszczególnych pokoleń. Głównym zagadnieniem, któremu poświęcił swoją uwagę w badaniach historycznych, była kwestia idei wahań pomiędzy życiem w diasporze, a tęsknotą za odkupieniem w Ziemi Izraela. Dzieje historii Żydów w swojej twórczości przedstawił z perspektywy oddziaływania sił zewnętrznych i wewnętrznych. Wprowadził nową periodyzację dziejów historii Żydów i za początek wygnania przyjął okres podboju arabskiego Palestyny w VII w. n.e. Kolejne osiem okresów w historii diaspory zostało zdefiniowane według Dinura przez wzajemne oddziaływanie sił zewnętrznych i wewnętrznych, które odpowiednio powodowały okresy stabilności lub kryzysu.
Dinur zauważył również, że doświadczenia historyczne każdego pokolenia oddziałują na wizję historyków skierowaną do obszarów rzeczywistości historycznej, której wcześniej nie uwzględniliby w swoich badaniach. Uznał i opisał, że występuje związek między tym, w jakiej sytuacji znajduje się historyk i przyjęta w konsekwencji przez niego perspektywą w historiografii.